# Zapętleni
Zapętleni (ang. In the Loop, 2009) – brytyjska czarna komedia z elementami satyry w reżyserii Armanda Iannucciego. Film bazuje na formacie brytyjskiego serialu The Thick of It stacji BBC.
Światowa premiera filmu nastąpiła 22 stycznia 2009 roku, podczas 25. Sundance Film Festival, gdzie obraz został zaprezentowany w sekcji "Premiery". W kwietniu 2009 roku, film został wyświetlony podczas 2. Międzynarodowego Festiwalu Kina Niezależnego Off Plus Camera w Krakowie.

## Opis fabuły
Simon Foster, sekretarz ministerstwa rozwoju międzynarodowego, publicznie krytykuje trwającą wojnę w Iraku. Nie podoba się to zwolennikowi konfliktu zbrojnego, Malcolmowi Tuckerowi, który sprawuje urząd w kancelarii premiera Wielkiej Brytanii. Simon zostaje przeniesiony do Waszyngtonu, gdzie spotyka generała Millera oraz Karen Clark, pracownicę Departamentu Stanu; oboje Amerykanów podzielają poglądy Simona. Razem postanawiają odszukać sekretny komitet wojskowy, którego członkowie, mogą zdecydować o zakończeniu wojny.

## Obsada
- Peter Capaldi jako Malcolm Tucker
- Chris Addison jako Toby Wright
- Tom Hollander jako Simon Foster
- Paul Higgins jako Jamie MacDonald
- Alex MacQueen jako Sir Jonathan Tutt
- James Smith jako Michael Rodgers
- Olivia Poulet jako Suzy
- Joanna Scanlan jako Roz
- Samantha Harrington jako Sam Cassidy
- Gina McKee jako Judy Molloy
- Mimi Kennedy jako Karen Clark
- Anna Chlumsky jako Liza Weld
- James Gandolfini jako Generał Miller
- David Rasche jako Linton Barwick
- Enzo Cilenti jako Bob Adriano
- Steve Coogan jako Paul Michaelson
- Zach Woods jako Chad

i inni

## Nagrody i nominacje
12. ceremonia wręczenia nagród BIFA
- nagroda: najlepszy scenariusz − Jesse Armstrong, Simon Blackwell, Armando Iannucci i Tony Roche
- nominacja: najlepszy niezależny film brytyjski
- nominacja: najlepsza reżyseria − Armando Iannucci
- nominacja: najlepszy aktor − Peter Capaldi
- nominacja: najlepszy aktor drugoplanowy − Tom Hollander
- nominacja: nagroda im. Douglasa Hickoxa − Armando Iannucci

82. ceremonia wręczenia Oscarów
- nominacja: najlepszy scenariusz adaptowany − Jesse Armstrong, Simon Blackwell, Armando Iannucci i Tony Roche

63. ceremonia wręczenia nagród Brytyjskiej Akademii Filmowej
- nominacja: najlepszy brytyjski film  − Kevin Loader, Adam Tandy, Jesse Armstrong, Simon Blackwell, Armando Iannucci i Tony Roche
- nominacja: najlepszy scenariusz adaptowany − Jesse Armstrong, Simon Blackwell, Armando Iannucci i Tony Roche